# Religioni in Bahrein
La religione più diffusa in Bahrein è l'islam. Secondo il censimento del 2010 (l'ultimo effettuato), il 99,8% dei cittadini del Bahrein sono musulmani, mentre il restante 0,2% segue il cristianesimo e l'ebraismo. In rapporto alla popolazione totale, composta sia dai cittadini dello stato che dai numerosi stranieri residenti, il censimento riporta che i musulmani rappresentano il 70,2% della popolazione; il 10,2% della popolazione segue il cristianesimo e lo 0,2% segue l'ebraismo, mentre il restante 19,4% della popolazione comprende coloro che seguono altre religioni o non seguono alcuna religione. Una stima del 2020 dell'Association of Religion Data Archives (ARDA) dà i musulmani all'80,6% circa della popolazione; il 12,1% circa della popolazione segue il cristianesimo, il 6,4% circa della popolazione segue l'induismo, lo 0,4% circa della popolazione segue altre religioni e lo 0,5% circa della popolazione non segue alcuna religione.

## Religioni presenti

### Islam
I musulmani del Bahrein sono sunniti e sciiti, ma non vi sono fonti ufficiali sulla consistenza dei due gruppi. Secondo fonti non ufficiali, gli sciiti sono il 55% dei musulmani e i sunniti il 45%.

### Altre religioni
Le altre religioni maggiormente seguite nel Bahrein sono l'induismo e il buddhismo; tali religioni sono praticate da stranieri provenienti dall'Asia che risiedono nel Paese. In Bahrein sono presenti inoltre piccoli gruppi di seguaci dell'ebraismo, del bahaismo e delle religioni etniche.